# Arrivillaga
Arrivillaga est une ville de l'Uruguay située dans le département de Colonia. Sa population est de 76 habitants.

## Géographie
Le flux Sauce se trouve près d'Arrivillaga.

## Population
| Année | Population |
| ----- | ---------- |
| 1985  | -          |
| 1996  | 51         |
| 2004  | 76         |

Référence,: